# Keyhole Markup Language
Keyhole Markup Language (KML) – język znaczników oparty na XML-u, otwarty standard zatwierdzony przez Open Geospatial Consortium pozwalający na wizualizację trójwymiarowych danych przestrzennych.
Wykorzystywany jest m.in. w aplikacjach Google Earth, Google Maps, Bing Maps, Flickr, NASA World Wind oraz Wikimapii.
Można się również spotkać z plikami o rozszerzeniu KMZ. Są to pliki KML poddane kompresji ZIP. Oprócz samego dokumentu KML w tak spakowanym pliku KMZ mogą znajdować się obrazy satelitarne, ikony, modele 3D.

## Przykładowy dokument KML
```
 
<?xml version="1.0" encoding="UTF-8"?>

 
<kml
 
xmlns=
"http://earth.google.com/kml/2.0"
>

 
<Placemark>

   
<description>
Warszawa
</description>

   
<name>
Warszawa
</name>

   
<Point>

     
<coordinates>
21,52
</coordinates>

   
</Point>

 
</Placemark>

 
</kml>

```